# Кафене
Кафене, кафетерия или кафе, (на френски: café; на английски: café / coffee house; на испански: cafetería; на италиански: cafetería; на немски: Café / Kaffeehaus; на турски: kahvehane; буквално – "място, където се пие кафе") е вид заведение за обществено хранене и отдих, наподобяващо малък ресторант, но с ограничен асортимент от предлагани продукти, сред които доминира кафето.

## История
Първото в света кафене „Мактаб ал ирфан“ („Кръг от мислители“) е открито през 1554 г. в Истанбул от 2 сирийски търговци.
Първото кафене във Франция е открито през 1654 г. в Марсилия. Няколко години по-късно кафенета откриват и в Париж и в края на XVIII в. във Франция има вече около 900 кафенета. Най-старото литературно-политическо кафене в Париж "Café Procope" придобива европейска известност още през в XVII век.
Първото кафене в Италия отваря врати във Венеция през 1645 г.
През 1662 г. е открито първото кафене в Лондон; през 1675 г. броят на кафенетата в Англия става толкова голям, че английският крал Чарлз II (1660 – 1685) закрива много от тях като средища на опозицията.
Във Виена появата на първото кафене е свързана с поражението на турците в Битката при Виена през 1683 г., когато в лагера на османския везир Мустафа победителите намират голямо количество кафе.
В Северна Америка първото кафене е открито през 1670 г. в Бостън от Уилям Пен.
В Германия първото кафене е открито през 1673 г. в Бремен, през 1677 г. кафене се отваря и в Хамбург.
Първото кафене в Полша е отворено във Варшава през 1724 г.
В България кафето и кафенетата проникват под влияние на турците през ХVІІ век. През Възраждането кафенетата се превръщат във важни обществени културни и политически средища.